# مایلهم
مایلهم (به انگلیسی: Mileham) یک روستا و محله مدنی در بریتانیا است که در Breckland District واقع شده‌است. مایلهم ۱۱٫۶۶ کیلومتر مربع مساحت و ۵۶۳ نفر جمعیت دارد.